# آبشار زاپاتا
آبشار زاپاتا (به انگلیسی: Zapata Falls) آبشاری است که در کلرادو واقع شده و ارتفاع کلی ریزشگاه آن ۳۰ فوت (۹٫۱ متر)</ref name=nps> است.